# Dziedzickia endymion
Dziedzickia endymion är en tvåvingeart som beskrevs av Lane 1959. Dziedzickia endymion ingår i släktet Dziedzickia och familjen svampmyggor. Inga underarter finns listade i Catalogue of Life.